# Champignon comestible
Pour une liste centrée sur les espèces, voir Liste de champignons comestibles.

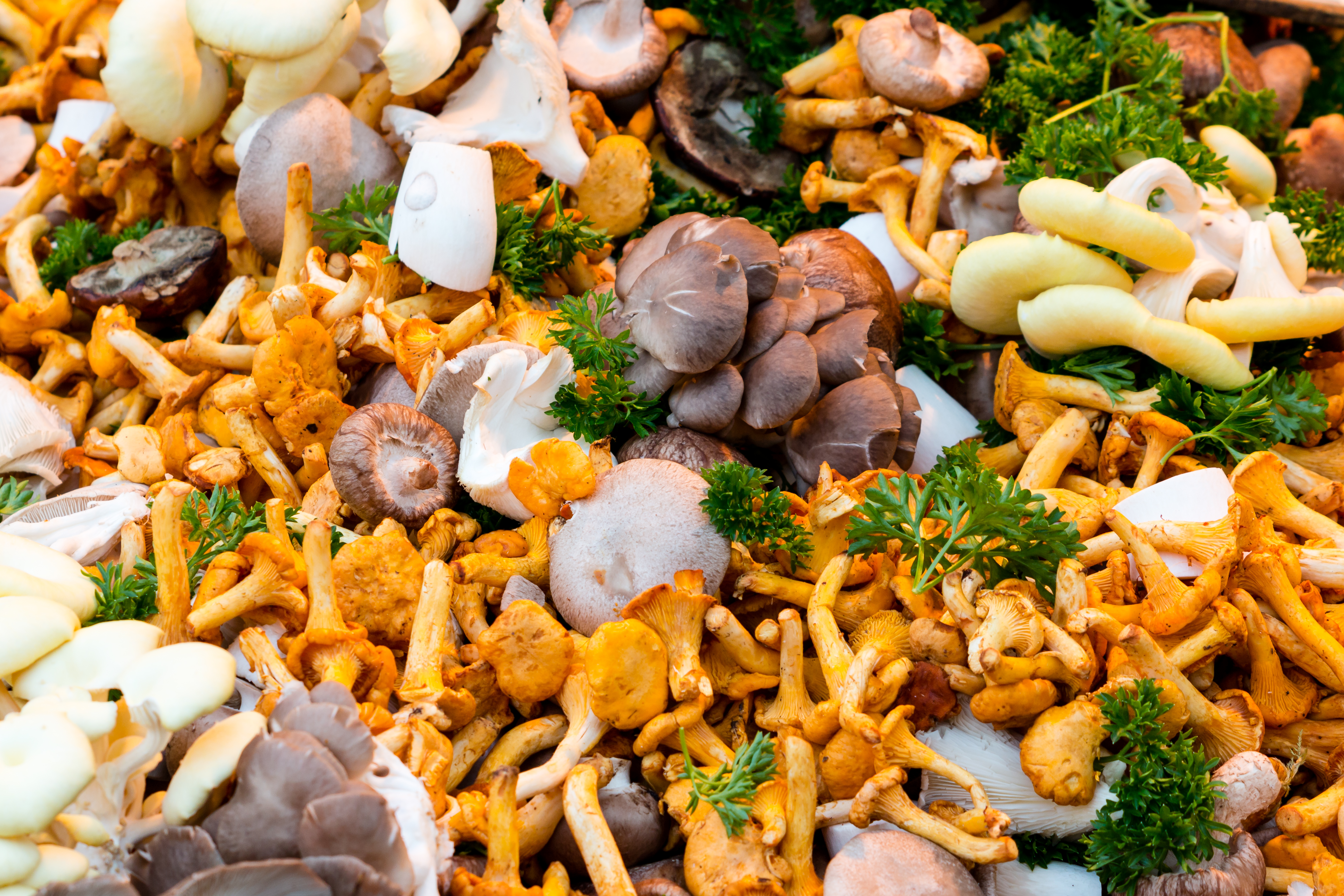
Diverses espèces de champignons comestibles en vente sur le marché de Münster (Allemagne).

Parmi les nombreuses espèces de champignons, certaines sont des champignons comestibles, plus ou moins recherchés. Le nombre des champignons réellement vénéneux étant très restreint, la plupart des espèces de champignons sont probablement inoffensives, mais un grand nombre d'entre elles est sans intérêt, par exemple à cause d'un goût, d'une odeur ou d'une consistance désagréable, ou tout simplement en raison de leur taille insignifiante.
Au-delà de la cueillette à des fins de consommation personnelle, plusieurs champignons sauvages (girolle, cèpes, chanterelles, etc.) ou cultivés (champignon de Paris, champignons noirs, etc.) font l'objet d'un commerce à l'échelle locale, nationale ou internationale, aussi bien sous forme fraîche qu'après dessiccation, mise en conserve ou congélation. Certains champignons peuvent ainsi atteindre une valeur marchande très élevée, comme certaines espèces de truffes, de morilles ou encore le matsutaké.

## Aspects historiques et culturels de la consommation de champignons
Des traces archéologiques révèlent la cueillette et la consommation de champignons comestibles sauvages au Chili il y a 13 000 ans. Leur consommation est attestée en Chine il y a 6 000 à 7 000 ans tandis que la culture du shii-také (le Lentin du Chêne) y remonte au XIIe siècle. Les civilisations grecques et romaines pratiquent également la cueillette de champignons forestiers, plus appréciés des classes élevées de la société, comme en témoigne encore le nom de l'Amanite des Césars. Une longue tradition de consommation de champignons sauvages existe également au Mexique ou en Turquie.

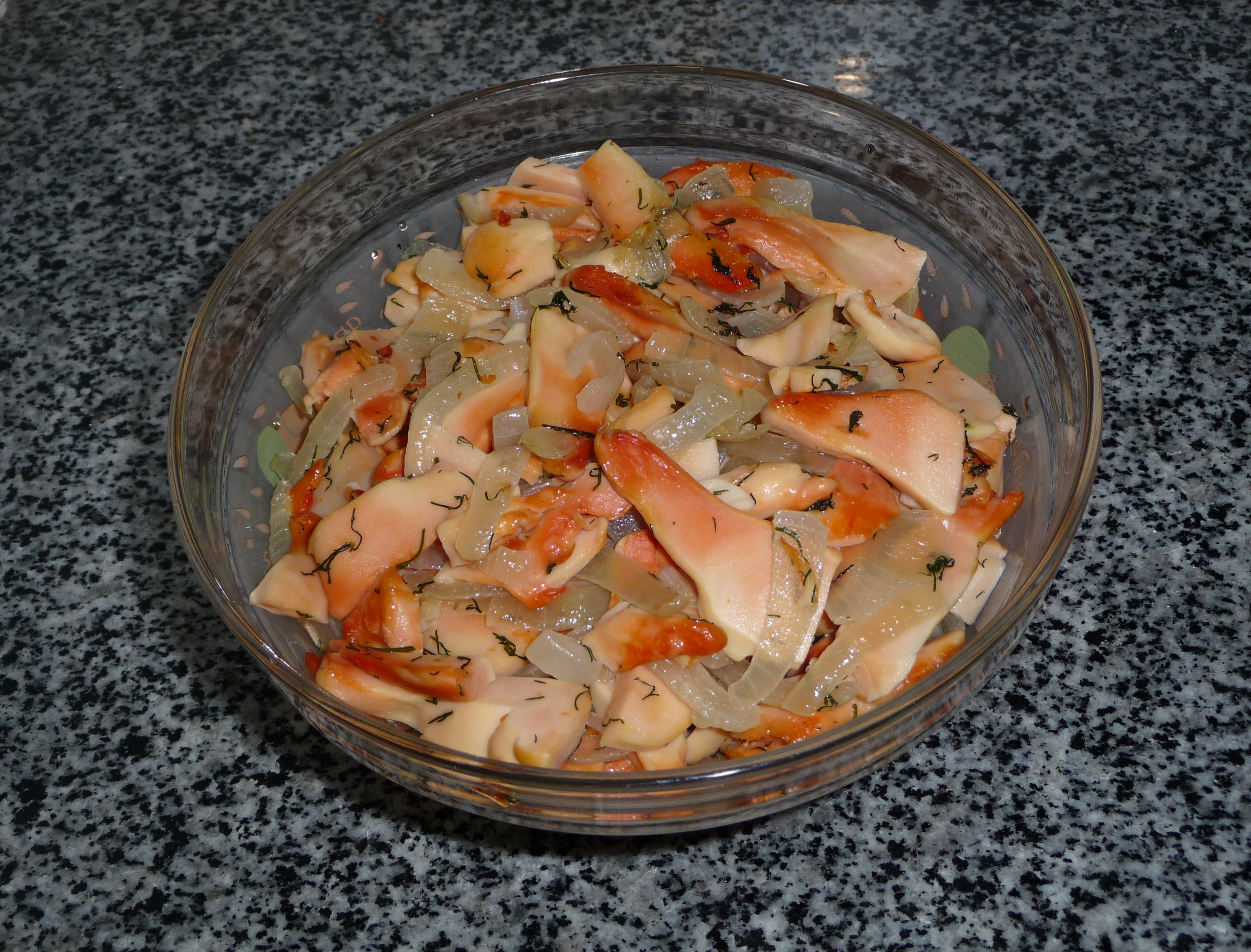
Plat de Polypore soufré (« Poulet-des-bois ») aux oignons. Jaune cru, ce polypore rosit à la cuisson.

## Intérêt alimentaire
La composition exacte des champignons dépend de l'espèce. Ils sont tous constitués essentiellement d'eau (de 82 à 92 %), le reste étant constitué de minéraux, de glucides, de lécithine, de protéines et de vitamines, ce qui en fait un aliment complet.
En Afrique tropicale, les champignons sauvages comestibles sont des aliments largement répandus et appréciés, et peuvent constituer en période de disette des aliments de substitution à la viande ou au poisson.
Il faut cependant davantage considérer les champignons comme un condiment, un accompagnement (par exemple dans une omelette), que comme un aliment à part entière car ils ne sont pas très digestes. De plus, des repas copieux et répétés de champignons pourtant comestibles peuvent déclencher soudainement des réactions allergiques graves voire mortelles (cas du Tricholome équestre) et être à l'origine d'overdose.

## Conservation
Si ces champignons ne sont pas consommés rapidement, il est prudent de les stocker dans un endroit frais et sec (pas plus d'un jour ou deux dans une cave, un bac à légumes du réfrigérateur), en prenant soin de les étaler et de les placer le stipe (ou pied) en l'air (les larves non éliminées lors du nettoyage ont toujours tendance à monter et s'accumuler dans l'extrémité du pied). Au moment de la préparation culinaire, il suffit alors de sectionner le stipe. En cas de récolte importante, il est préférable de les conserver par différentes techniques, comme le séchage, la congélation, le salage, etc. Il est préférable de parfaire le séchage par un rapide passage en four chaud. Cette opération contribue notamment à tuer les larves qui auraient pu continuer à survivre dans l'épaisseur des tranches pendant le premier séchage.

## Culture des champignons
Près d'une centaine d'espèces de champignons comestibles peut être cultivée. Toutes ces espèces sont saprophyte. Parmi ces espèces, les plus importantes commercialement sont le Champignon de Paris (Agaricus bisporus), le Lentin du chêne (Lentinula edodes), et les pleurotes (dont le Pleurote en huître). Les substrats utilisés pour la culture de ces champignons incluent, entre autres, des sous-produits de la production de coton ou de café, tandis que la culture de Volvaire violacée (« champignon de paille ») est associée à celle du riz au Viêt Nam. La production du Lentin du chêne (ou Shiitake), dans le Qingyuan, en Chine, a valu à cette région le surnom de « capitale mondiale du champignon », mais a entraîné un épuisement des forêts avoisinantes, qui fournissent le bois sur lequel ce champignon se développe. Par ailleurs, la culture de champignons à petite échelle existe partout en Chine.

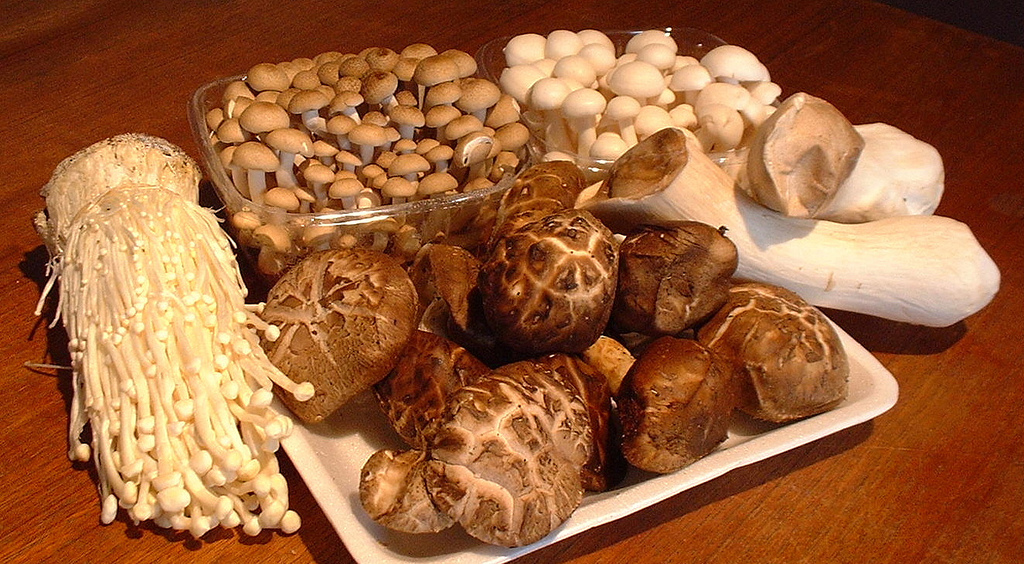
Diverses espèces cultivées en Asie : de gauche à droite, enokidaké, buna-shiméji et shii-také, buna-pi et eringi.

La trufficulture, qui concerne en particulier la Truffe noire (Tuber melanosporum), champignon ectomycorhizien, est pratiquée notamment dans la France du Midi.

## Aspects économiques et commerciaux

Un étal de champignons à Tokyo.

Plusieurs espèces de champignons font l'objet d'intenses échanges commerciaux à l'échelle locale, nationale ou internationale. C'est par exemple le cas de certains champignons sauvages comme le Matsutaké, très apprécié au Japon, des Girolles ou des cèpes. Les espèces cultivées, dont le Shiitake, les champignons noirs (Auricularia Sp.), les Champignons de Paris, les Pleurotes en huître ou encore les truffes sont également l'objet d'échanges commerciaux.
Le commerce des champignons comestibles peut représenter une importante source de revenus pour les communautés rurales dans les pays en développement, et la demande de Matsutaké représente un marché d'exportation important pour des pays comme la Chine, la Corée du Nord ou le Bhoutan.

## Espèces concernées

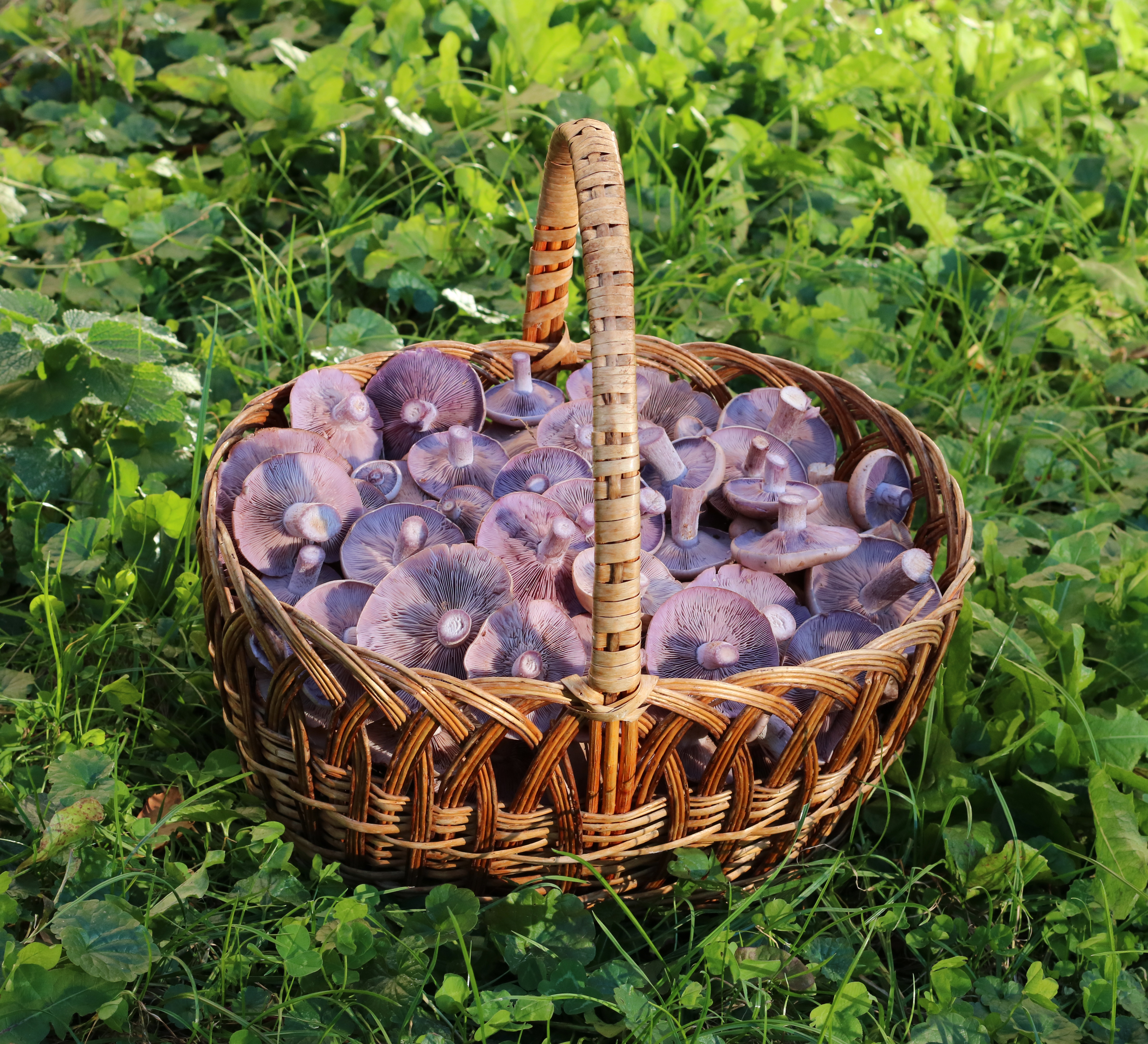
Un panier de pieds bleus

On recense plus de 2000 espèces de champignons sauvages comestibles dans le monde, dont plus d'un millier sont effectivement utilisées à des fins alimentaires. Ces espèces se répartissent dans plus de 200 genres. Certains genres comme Cantharellus contiennent uniquement des champignons comestibles, tandis que d'autres comme Amanita contiennent à la fois des espèces comestibles et d'autres mortelles.

Une même espèce peut être considérée comme comestible dans certains pays et vénéneuse dans d'autres, comme c'est le cas par exemple du Paxille enroulé, largement considéré comme toxique, mais consommé dans certains régions de Russie après une préparation et une cuisson particulière, ou Lactarius piperatus, utilisé comme aliment en Turquie mais considéré comme vénéneux en Chine. Enfin, il faut signaler des restrictions à la comestibilité de certaines espèces : de nombreuses espèces comme les morilles sont comestibles uniquement à l'état cuit, d'autres enfin présentent d'autres restrictions, comme le Coprin noir d'encre, comestible sauf s'il est accompagné de boissons alcoolisées.

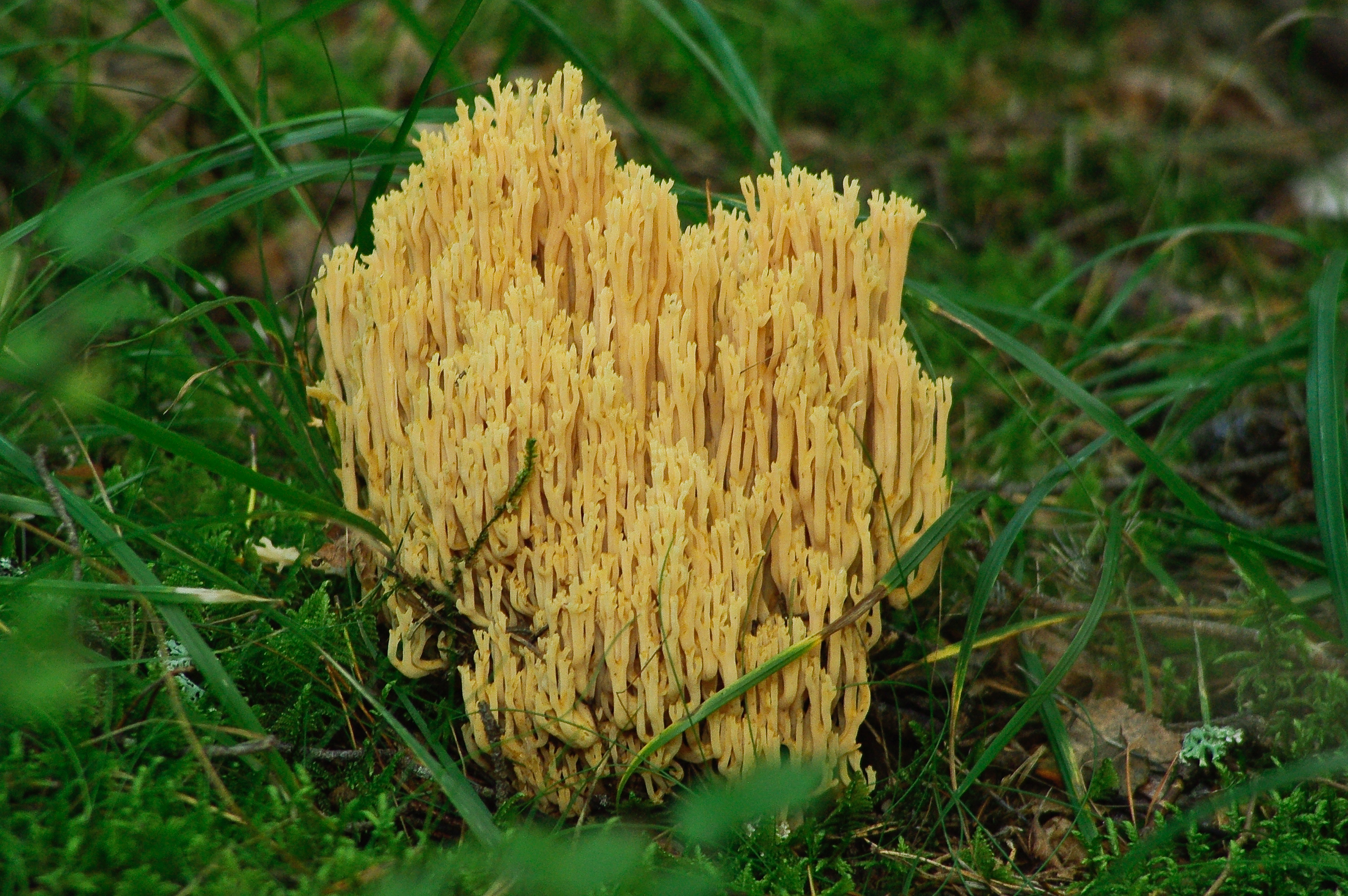
', un champignon comestible apprécié au Mexique et au Chili.

La majorité de ces espèces ont mode de vie symbiotique. Pour la plupart des espèces, il s'agit de symbiose mycorhizienne avec les racines de diverses espèces d'arbres. C'est par exemple le cas des chanterelles ainsi que des amanites. Les espèces du genre Termitomyces, dont certaines sont d'importantes espèces comestibles, sont des espèces saprophytes qui vivent en symbiose avec des termites, les champignons dépendant de la matière organique apportée par ces dernières. Parmi la vingtaine d'espèces de Termitomyces récoltées et commercialisées en Afrique et en Asie, il faut citer Termitomyces titanicus, le plus grand champignon comestible.
Certains champignons à mode de vie parasitaire sont également consommés, comme Ustilago maydis, un microchampignon qui se développe sur les grains de maïs. La consommation des grains de maïs affectés par ce champignon est appréciée au Mexique. Hypomyces lactifluorum, qui prospère sur les fructifications d'autres champignons, est consommé en Amérique, du Canada au Guatemala. Les champignons saprophytes comme le Champignon de Paris ou le Shiitake, quant à eux, sont souvent plus estimés quand ils sont issus de la myciculture qu'à l'état sauvage.
Parmi les nombreuses espèces non comestibles, seul un nombre restreint est réellement toxique, et le nombre d'espèce potentiellement mortelles est encore plus réduit. Toutefois, l'existence même de telles espèces crée une importante barrière à la généralisation de la consommation de champignons.

### En Europe occidentale
En France, l'Office national des forêts indique qu'une vingtaine d'espèces sont réellement appréciées sur le plan culinaire, et au total une centaine peuvent être considérées comme plus ou moins intéressantes. De nombreuses espèces, sans être toxiques, ne présentent aucun intérêt alimentaire, soit qu'elles sont trop fibreuses, trop âcres, poivrées, coriaces, ou tout simplement de taille insignifiante.

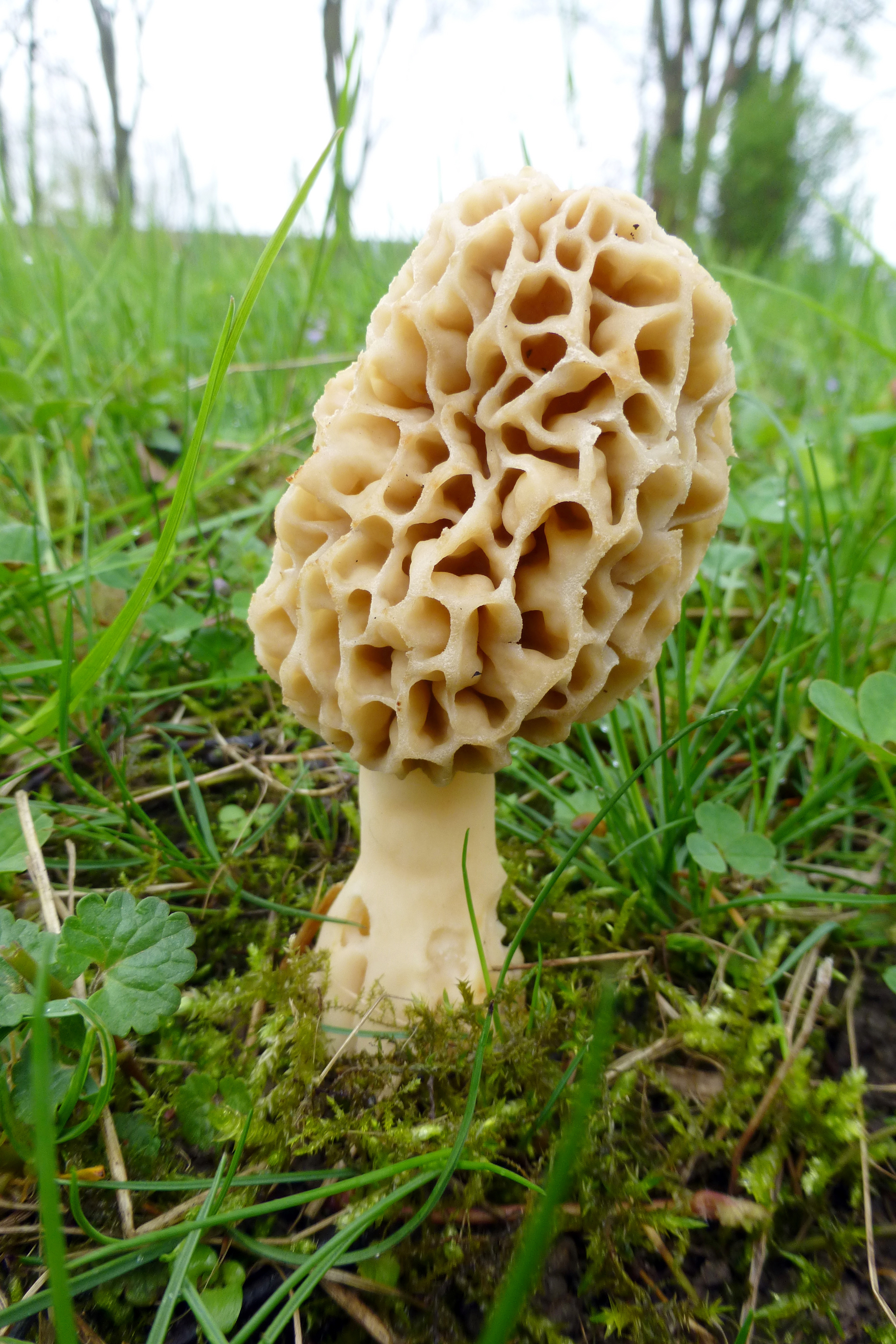
Morchella esculenta.

Parmi les espèces les plus intéressantes du point de vue alimentaire et culinaire, on peut citer la Coulemelle, les morilles, la Girolle ou la Trompette de la mort. Si toutes les espèces de bolets sont comestibles à des degrés divers, les plus prisés sont les cèpes, dénomination qui recouvre principalement quatre espèces, le Cèpe de Bordeaux, le Cèpe d'été, le Cèpe des pins, et le Cèpe bronzé. Le Coprin chevelu est un comestible délicat pourvu qu'on le récolte jeune, encore en forme d'œuf, et loin des zones polluées. L'Armillaire couleur de miel est une espèce comestible jeune, mais peu intéressante. Certains lactaires à lait rouge, comme le Lactaire délicieux et le Lactaire sanguin, en particulier ceux qui poussent sous les pins, sont également recherchés. Le lactaire délicieux est également très apprécié en Catalogne. La plupart des russules sont sans intérêt, mais de rares espèces, comme la Russule charbonnière sont recherchées. Si les cortinaires incluent de nombreuses espèces toxiques voire mortelles, le Cortinaire remarquable est un très bon comestible. L'Amanite des césars est un excellent comestible, l'Amanite rougissante est également recherchée dans certaines régions. Les agarics sont en général de bons comestibles à l'exception notable de l'Agaric jaunissant, à l'odeur désagréable. Certaines espèces de tricholomes sont aussi consommées, en particulier le Tricholome prétentieux, excellent comestible. Le Clitocybe nébuleux est recherché dans certaines régions, mais peut être difficile à digérer. Il existe un risque de confusion avec l'Entolome livide. La Pézize orangée est parfois consommée crue, en salade. On peut encore citer la Langue de bœuf, le Satyre puant, dont une partie peut être consommée même crue quand le champignon est très jeune, ou encore le Clavaire chou-fleur.
En Espagne, outre l'Oronge, les cèpes, les Girolles et autres chanterelles, déjà citées, le Pleurote du panicaut, le Pied-bleu, le Marasme des Oréades et le gurumelo (Amanita ponderosa), espèce qui n'est présente que dans le sud-ouest de la péninsule Ibérique et dans certaines régions d'Italie et d'Afrique du Nord.
En Italie, les champignons sauvages les plus appréciés sont les cèpes (porcini), l'Oronge, très rare dans le nord du pays, et la Girolle, ainsi que l'Armillaire couleur de miel, recherché surtout pour le mettre en conserve à l'huile ou au vinaigre, sans oublier la Truffe blanche, espèce présente surtout dans les collines des Langhe et du Roero, dans le Piémont.

### Au Mexique
Au Mexique, la tradition de cueillette et de consommation de champignons est forte, notamment attestée par l'existence de plus de 200 noms vernaculaires de champignons couvrant plus de 200 espèces. Les espèces les plus recherchées et les plus demandées sont l'Amanite des Césars (yema, tecomate, amarillo), l'Amanite rougissante (mantecado), le Lactaire délicieux (enchilado), Lactarius indigo (azul), les morilles (elotito, mazorquita, colmena, chipotle), les cèpes (pambazo, panadero, cema), les Bolets blafard et à pied rouge (galombo, hongorado), plusieurs espèces du genre Suillus (panzas de encino, panzita), les Girolles (duraznillo), Turbinellus floccosus (en) (corneta, corneta de oyamel), Lyophyllum decastes (clavitos, xolete), et des Ramaires dont Ramaria flava (en) (patitas de pájaro, escobetas). De nombreuses autres espèces sont récoltées dans le pays, essentiellement dans les forêts tempérées et tempérées-froides des régions montagneuses. le Charbon du maïs (huitlacoche) est un ingrédient très recherché de la cuisine mexicaine.

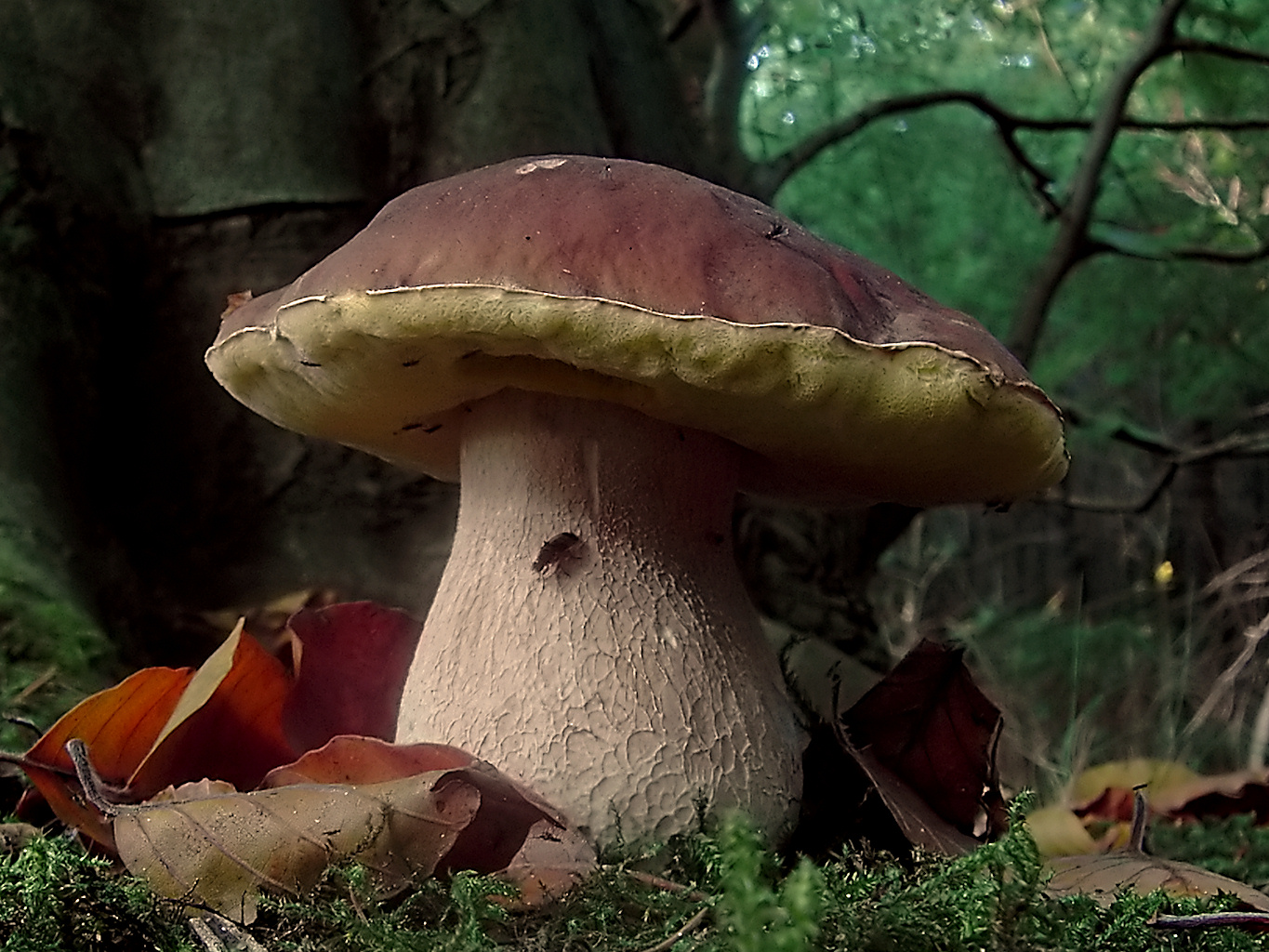
Cèpe de Bordeaux.
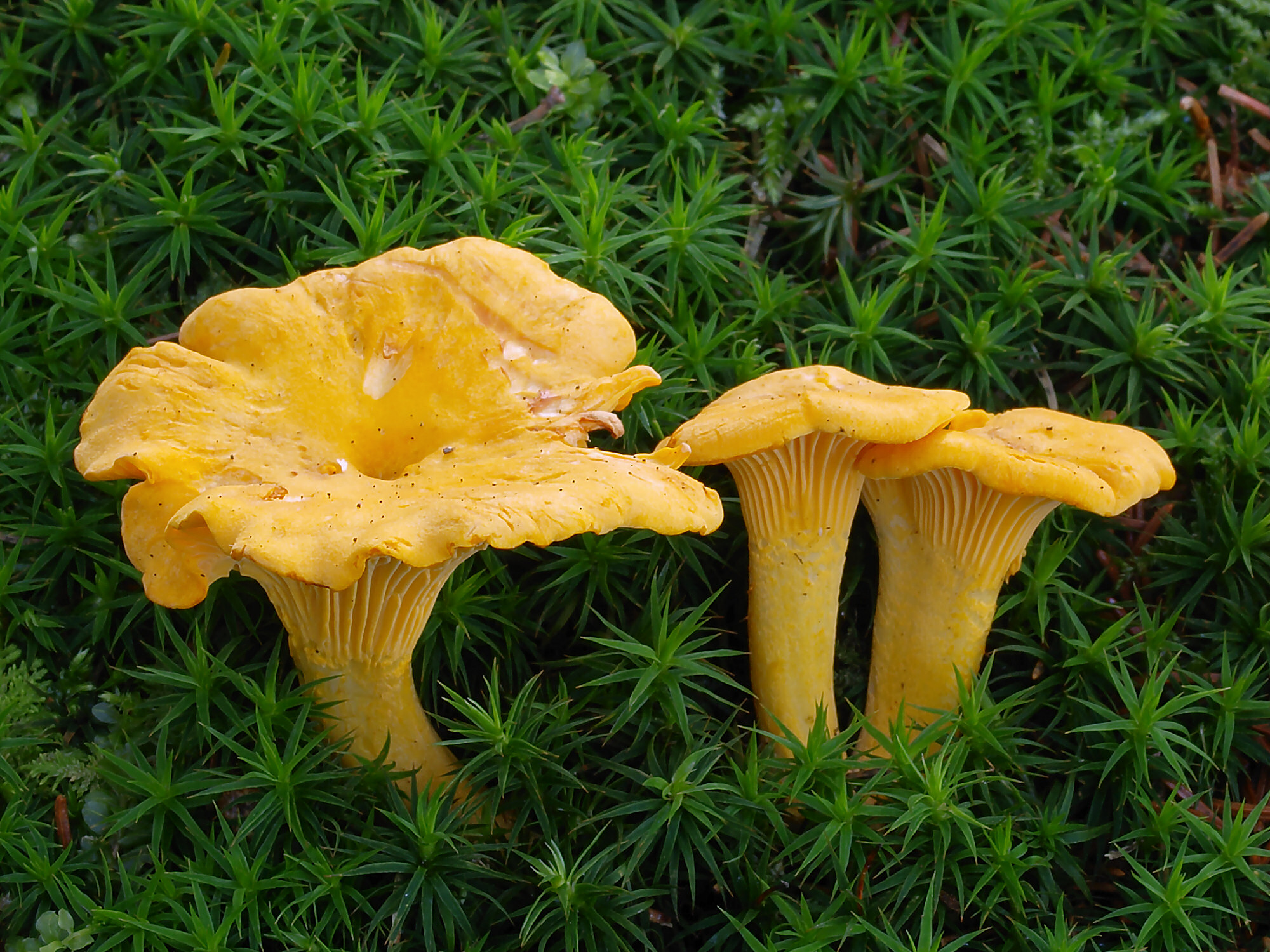
Girolles.
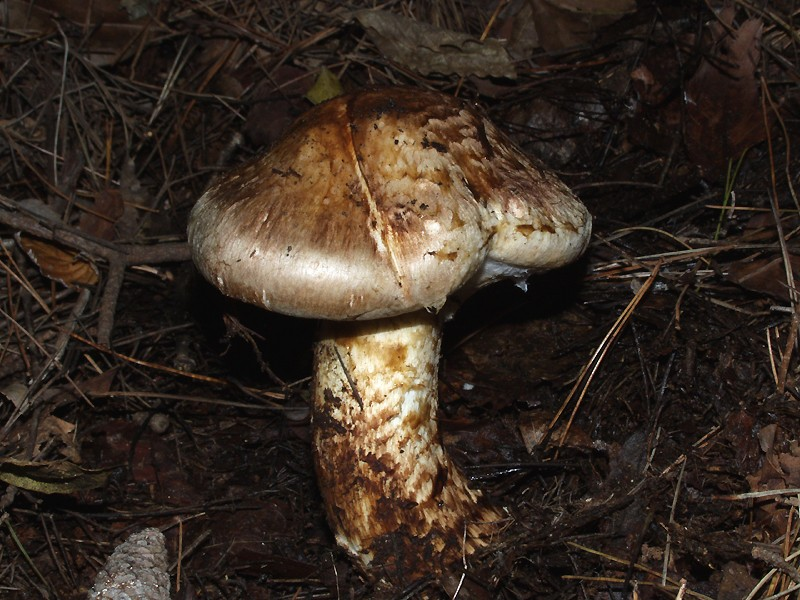
Matsutaké.
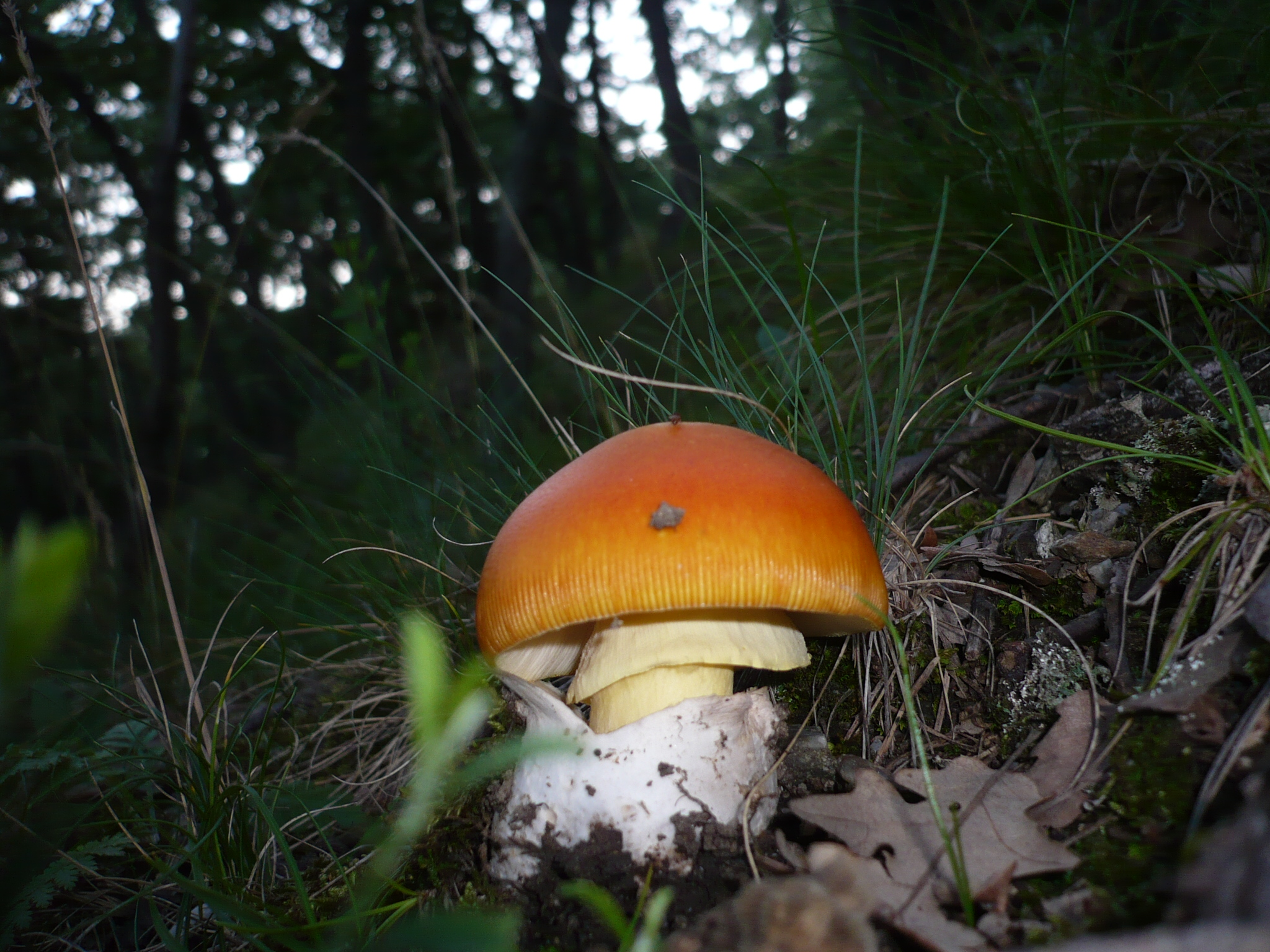
Oronge.
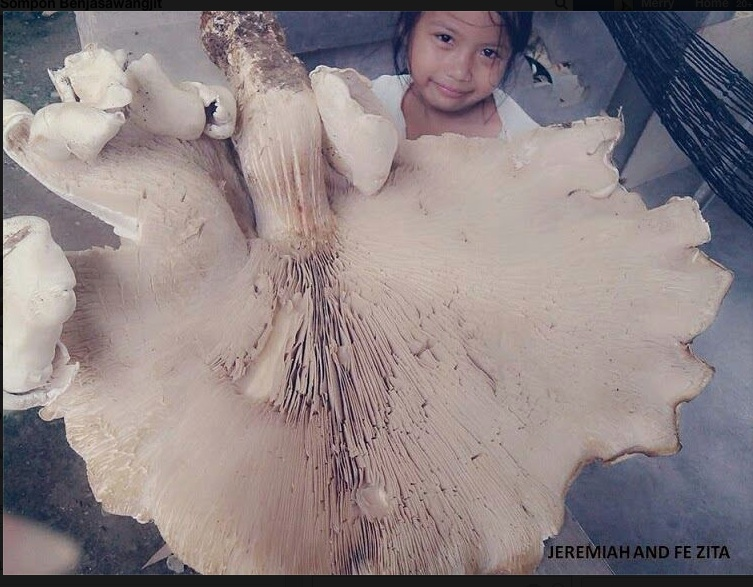
Termitomyces titanicus.
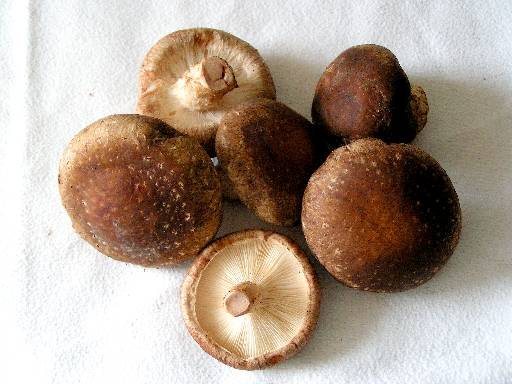
Shiitake.
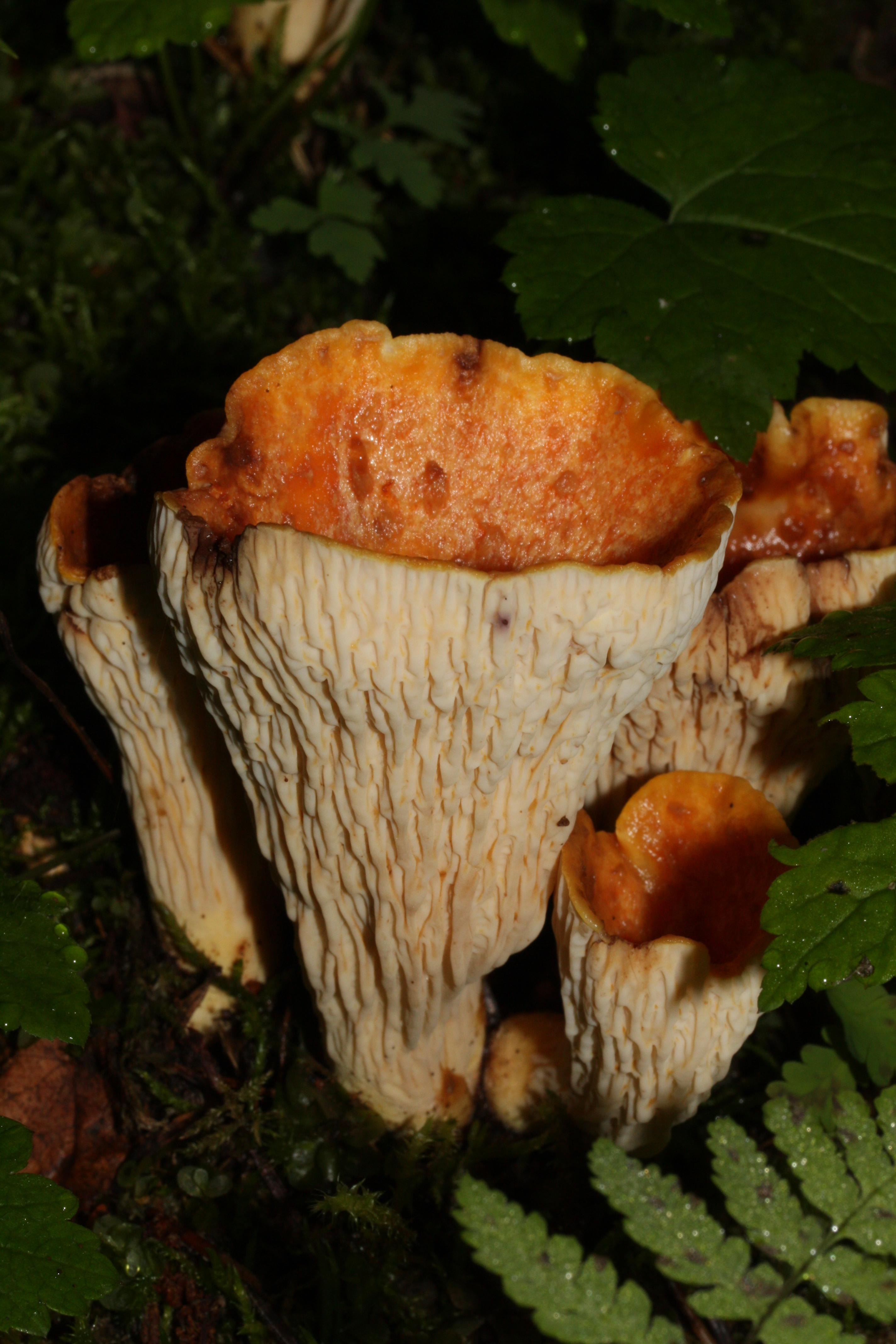
Turbinellus floccosus.